# Luís de Sousa Holstein
Luís de Sousa Holstein GCC (Lisboa, 8 de Fevereiro de 1868 - Lisboa, 8 de Fevereiro de 1935), 2.º Marquês de Sousa Holstein, foi um político português.

## Família
D. Luís de Sousa Holstein era filho de D. Francisco de Borja Pedro Maria António de Sousa Holstein, 1.º Marquês de Sousa Holstein, e de sua mulher Maria Eugénia Braamcamp Sobral de Melo Breyner.

## Biografia
Oficial-Mor da Casa Real e Gentil-Homem da Real Câmara, era Bacharel em Direito pela Faculdade de Direito da Universidade de Coimbra. Foi Deputado da Nação e Par do Reino por sucessão, Grã-Cruz da Ordem Militar de Cristo e Grã-Cruz da Ordem do Mérito Naval de Espanha.
O título de 2.º Marquês de Sousa Holstein foi-lhe renovado em data e reinado desconhecidos.

## Casamento e descendência
Casou com Maria da Graça Mendes de Vasconcelos Guedes de Carvalho (Goa, 11 de Janeiro de 1865 - Lisboa, 18 de Março de 1936), Dama Honorária da Rainha D. Amélia de Orleães, filha do 1.º Barão de Riba Tâmega e 1.º Visconde de Riba Tâmega, sem geração.